# جسر القنطرة الروماني
جسر القنطرة الروماني يعد من أبرز المعالم التاريخية للحضارة الرومانية بمدينة القنطرة ولاية بسكرة، وقد بني هذا الجسر من قبل الرومان فوق وادي الحي بتاريخ 335 م، وتم إعادة ترميمه من قبل الإستعمار الفرنسي بتاريخ 1862 م، يتميز الجسر بأنه مكون فقط من قوس واحدة قطره 10 متر، ويربط الجسر بين مناطق الصحراء جنوبا والتل شمالا.

## معرض الصور

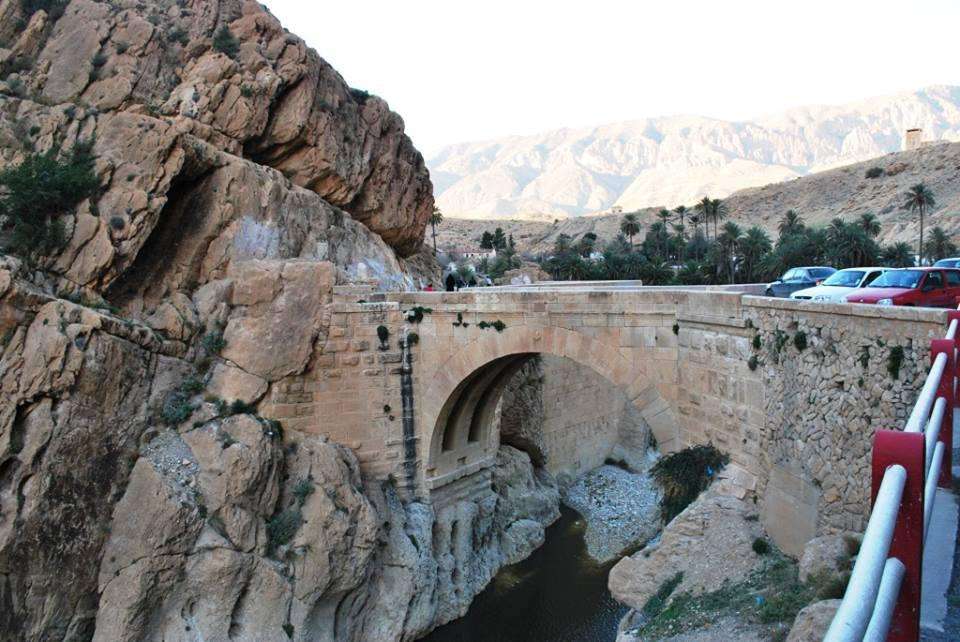
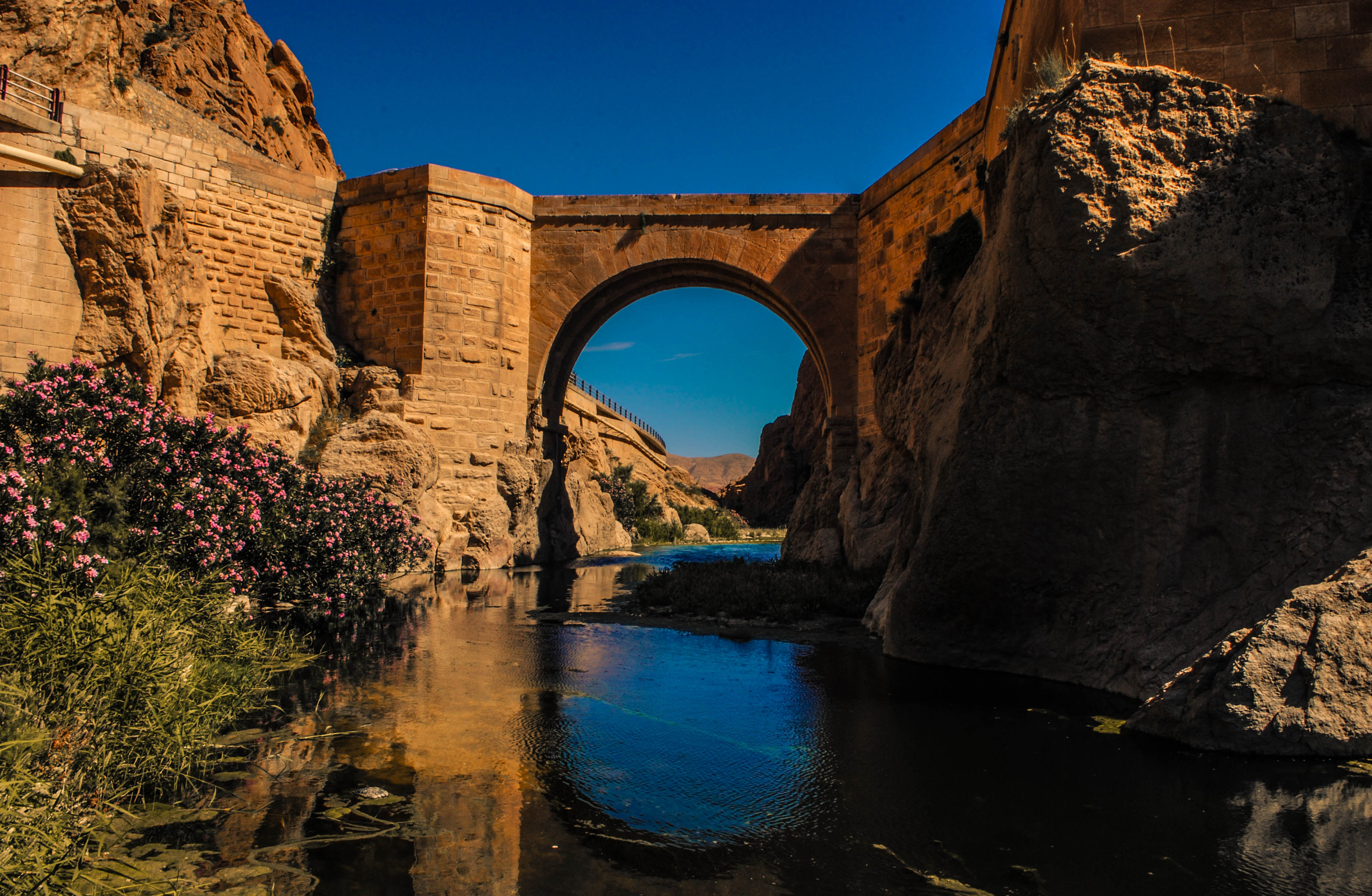
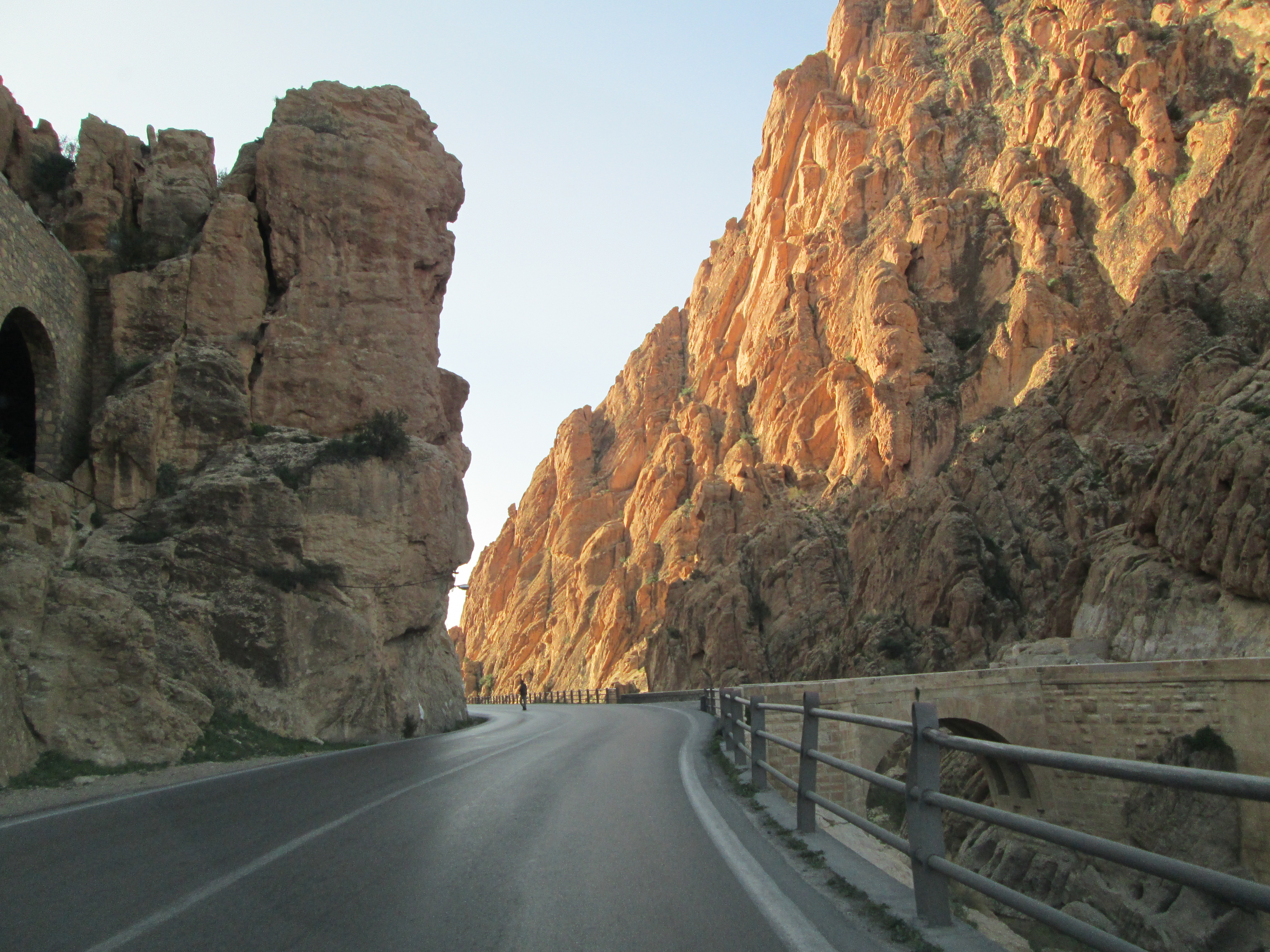
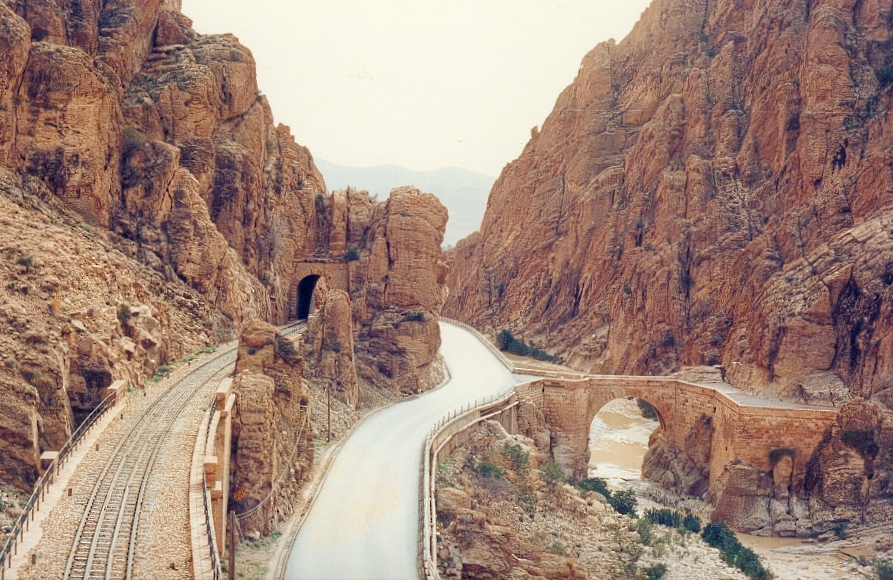
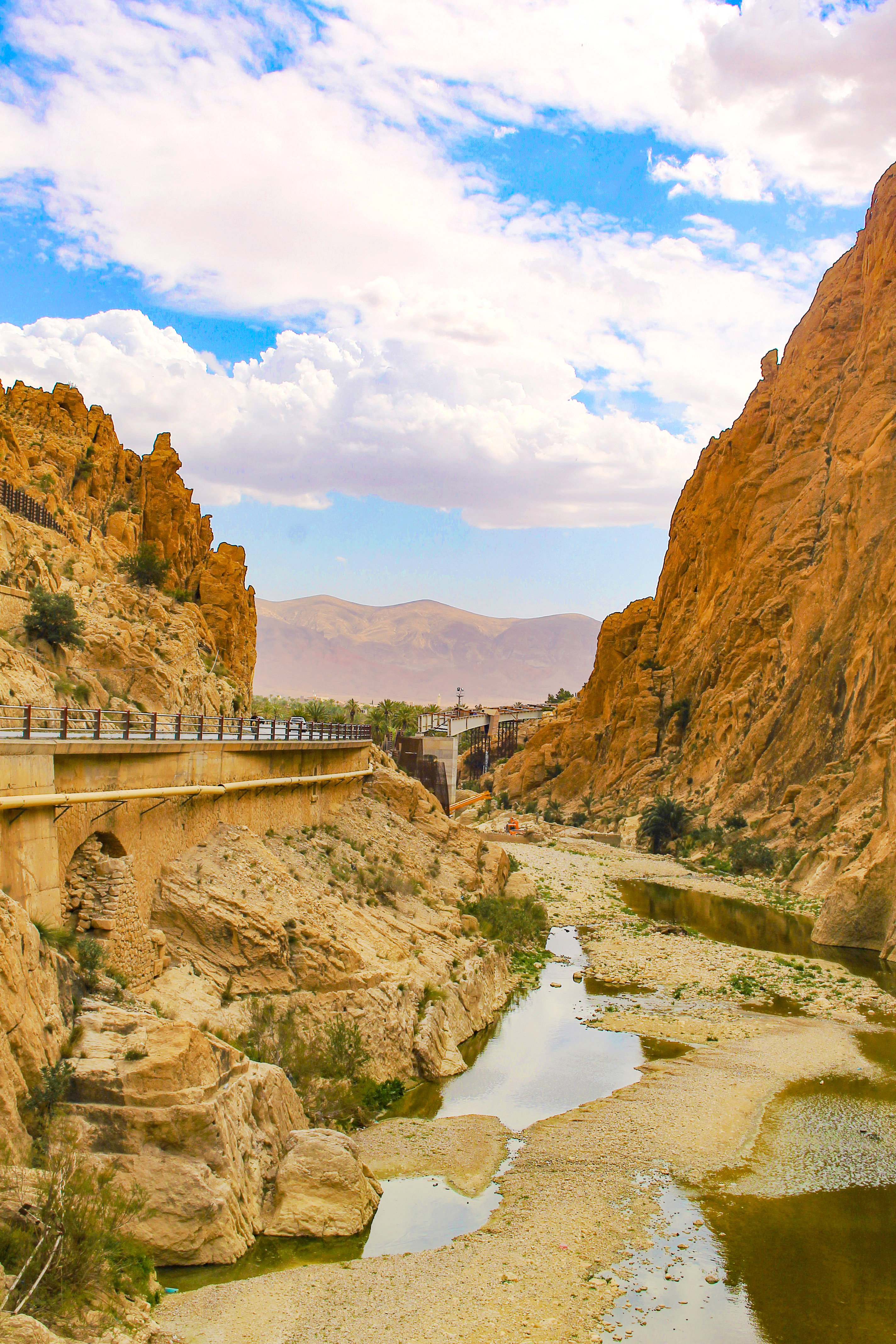
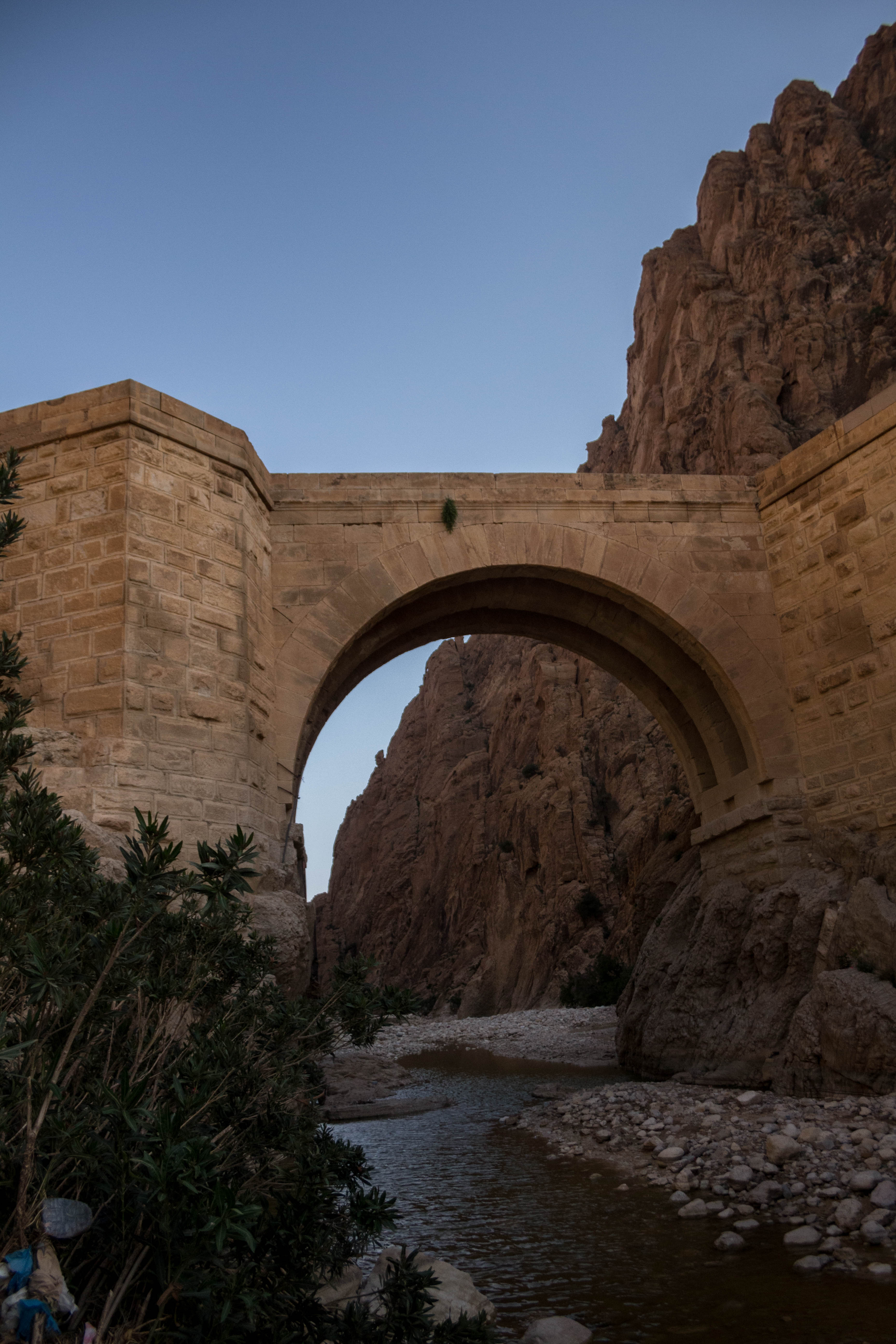